# Șiria

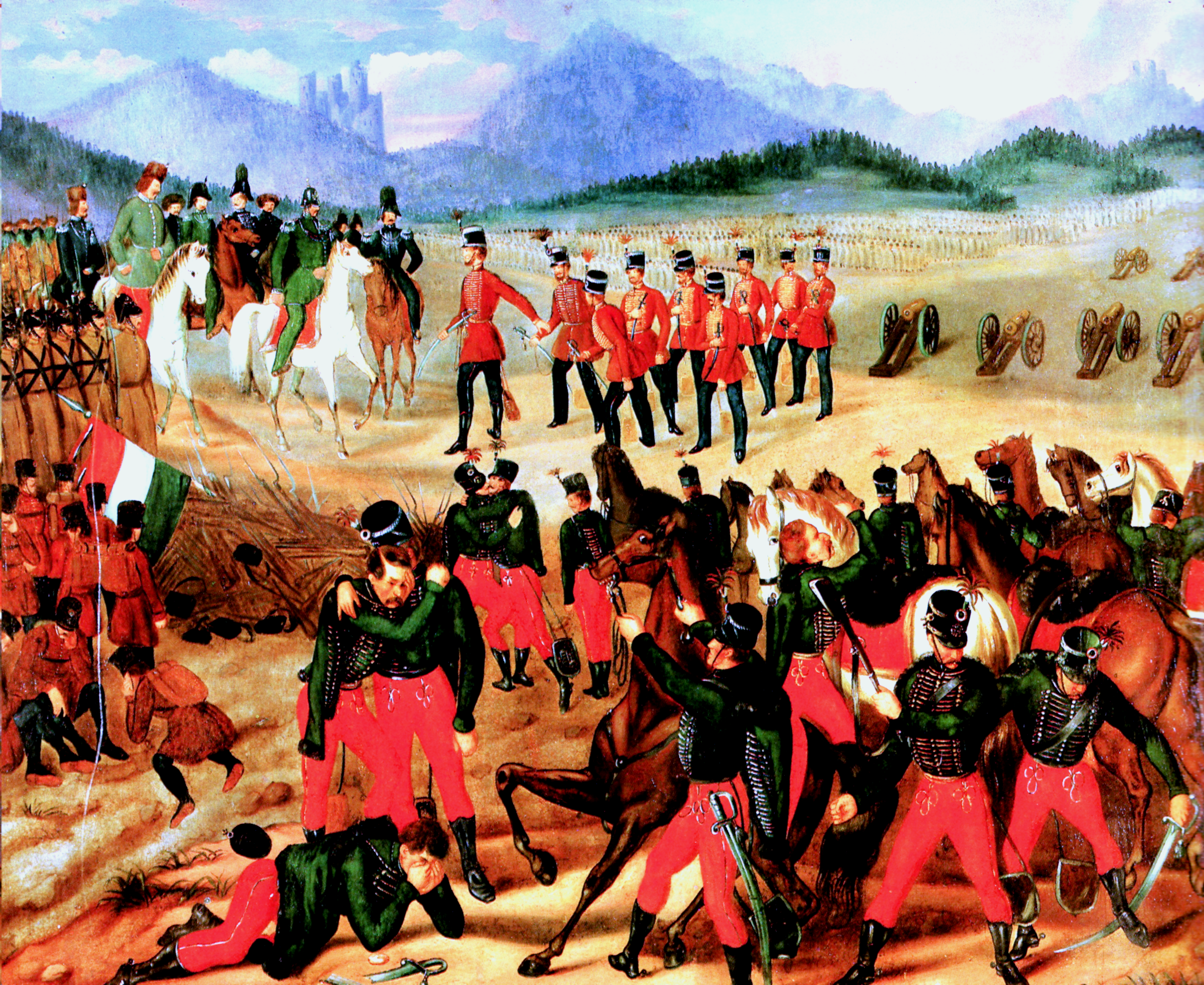
Ungerska arméns kapitulation i Világos 1849

Șiria (tyska: Hellburg; ungerska: Világos) är en kommun i județet Arad, Rumänien, med 8 140 invånare (2002).
Orten var tidigare ungersk, men tillhör sedan 1919 Rumänien, Den ligger 26 km nordost om Arad, vid västra foten av ett berg, på vilket ruinerna av slottet Világosvár ligger. Historiskt märklig är orten genom Artúr Görgeys kapitulation den 13 augusti 1849, varmed slutakten av den ungerska revolutionen inleddes. 